# تولسی (فیلم)
تولسی (به هندی: Tulsi) فیلمی محصول سال ۲۰۰۸ و به کارگردانی کی. آجی کومار است. در این فیلم بازیگرانی همچون مانیشا کویرالا، عرفان خان، تینو آناند، کولبوشان کارباندا، یاشپال شارما و آنجانا ممتاز ایفای نقش کرده‌اند.